# Клизма (инструмент)
Клизма как инструмент, (греч. κλύσμα от κλύζω «чищу, промываю»; устаревшие термины клистир и груша) — медицинский инструмент, приспособление, предназначенное для произведения одноимённой процедуры, то есть для очищения и промывания прямой кишки и толстой кишки либо для введения в прямую или толстую кишку растворов лекарственных веществ. Используются также для аналогичной обработки (спринцевания) влагалища. Клизмы бывают двух видов: резиновые груши (также называемые спринцовки) и клизмы большого объёма, представляющие собой резервуар с трубкой (кружка Эсмарха).

## История
- Деревянная клизма. Предположительно из Африки. Экспонат Wellcome Library[англ.]
- В составе реанимационного набора начала XIX века: шприц из слоновой кости, мех, наконечники для клизм и кожаная трубка для их соединения, позволяла поставить также табачную клизму
- Шприцевые клизмы: с торцевым прямым наконечником и с изогнутым наконечником для самостоятельной постановки клизмы
- Шприцевая (поршневая) оловянная клизма со съёмным наконечником, позволяющим делать клизму самому себе. Первая половина XIX века, Англия
- Металлическая поршневая клизма с ёмкостью и сменными наконечниками. XIX век, Япония
- Полимерная ёмкость для микроклизмы с винтовой крышкой-наконечником, защитный колпачок снят. XX век.

## Классификация клизм как медицинского инструментария

### С резиновыми наконечниками
Клизмы в форме груши с мягкими резиновыми наконечниками имеют преимущество в меньшей травматичности и болезненности при введении, поскольку мягкий резиновый наконечник не может повредить или поцарапать слизистую кишки или влагалища при спринцевании. Такая грушка наиболее предпочтительна, особенно для маленьких детей. Вместе с тем из-за гибкости резинового наконечника его в принципе невозможно ввести при активном сопротивлении пациента (сокращении анального сфинктера), поэтому для активно сопротивляющихся пациентов приходится использовать твёрдые пластмассовые наконечники.

### С пластмассовыми наконечниками
Пластмассовый наконечник имеет преимущество большей гигиеничности, может быть отсоединён от грушки и подвергнут стерилизации (кипячению). Кроме того, он может быть использован как одноразовый сменный наконечник, что особенно удобно в больничных условиях и исключает опасность заражения какими-либо инфекциями. Вместе с тем пластмассовый наконечник более травматичен для слизистой, но в то же время — более эффективен.

### С глубокими кишечными наконечниками
Глубокие кишечные наконечники имеют то преимущество, что при более глубоком введении жидкости у пациента возникает значительно меньше спазмов и позывов на дефекацию, так как более глубокие отделы прямой кишки менее чувствительны к растяжению, чем сравнительно узкий анус. Такие наконечники особенно подходят для введения лекарственных веществ, которые пациент должен удерживать в кишке, то есть когда сильные спазмы и позывы на дефекацию особенно нежелательны.

## Кружка Эсмарха
Кружка Эсмарха представляет собой пластиковую или силиконовую (реже — металлическую) кружку ёмкостью 2 л с гибкой резиновой или пластизолевой отводной трубкой длиной 157 см. Ранее кружки Эсмарха изготавливались также из стекла и фаянса. Изобретение немецкого хирурга Ф. А. Эсмарха. Также существует одноразовая кружка Эсмарха, предназначенная для проведения лечебных или очистительных клизм, спринцеваний и орошений влагалища. Кружка Эсмарха представляет собой резервуар для жидкости объёмом от одного до двух литров с гибкой трубкой и зажимом. Ёмкость-мешок из мягкого прозрачного полиэтилена или поливинилхлорида имеет градуировку в миллилитрах от 50 до 2000 мл с ценой деления 250 мл, что даёт возможность эффективно контролировать введённый объём жидкости. Горловина мешка имеет многослойное отверстие, которое за счёт давления, создаваемого залитой жидкостью, препятствует обратному выливанию налитого раствора, что позволяет защитить пациента и медперсонал от случайного проливания жидкости. Одноразовая кружка Эсмарха имеет два отверстия для подвешивания на стойке. На трубке имеется запорный механизм для эффективного контроля скорости введения и объёма введённой жидкости. Торцевое отверстие диаметром 0,5 см и дополнительное боковое отверстие на расстоянии 1,5 см от дистального конца гарантируют эффективное проведение процедуры. В комплект кружки Эсмарха могут входить наконечники (жёсткий и мягкий). У одноразовой кружки Эсмарха съёмный наконечник, как правило, отсутствует, его функцию выполняет закруглённый атравматичный дистальный конец трубки, обработанный силиконовой смазкой, что обеспечивает безболезненное и лёгкое введение трубки на необходимую глубину. В аптеках чаще продаются кружки Эсмарха объёмом 2 л.

### Грелка комбинированная
Грелка комбинированная позволяет ввести пациенту большой объём жидкости (до 1,5-2 л, некоторые модели до 5 л) за один раз, и более удобна для промывания толстой кишки, для постановки очистительных клизм, чем многократное введение грушек меньшего объёма. Это также позволяет избежать нежелательного раздражения заднего прохода и прямой кишки при многократном введении наконечника грушки. Вместе с тем грелка комбинированная, в отличие от грушек, не позволяет быстро (оперативно) изменять скорость вливания жидкости путём изменения давления на баллон груши (при использовании грелки приходится менять высоту её подвеса, что не так быстро) и не предоставляет обратной связи с пациентом (не видно увеличение внутрикишечного давления в момент спазма). Вследствие этого вливание клизмы из грелки, как правило, значительно труднее для пациента и вызывает больше нежелательных спазмов и позывов на дефекацию.
Также комбинированная грелка может быть использована как просто грелка для согревания каких-либо частей тела — почему и называется комбинированной.

## Любопытные факты
- Некоторые изобретатели предполагали использовать клизму в качестве оружия самообороны и для отпугивания бешеных собак. В 1897 году Джесси Баннел и Томас Кейси запатентовали клизму, которую «могли использовать велосипедисты для защиты от злонамеренных людей и бешеных собак»[1]. Для этого стоило лишь нажать на грушу, и на агрессора обрушивался поток жидкости, которую зарядил велосипедист[2].
- В Железноводске Ставропольского края установлен памятник клизме[3].